# Efferia arida
Efferia arida este o specie de muște din genul Efferia, familia Asilidae. A fost descrisă pentru prima dată de Samuel Wendell Williston  în anul 1893. Conform Catalogue of Life specia Efferia arida nu are subspecii cunoscute.